# Zjišťování služeb
Zjišťování služeb (též objevování služeb), anglicky service discovery, SD jsou různé metody automatické detekce služeb a zařízení v počítačové síti. Jejich cílem je omezit potřebu ruční konfigurace. Ke zjišťování služeb se používají různé protokoly zjišťování služeb (anglicky service discovery protocol, SDP).
Zjišťování služeb vyžaduje společný komunikační prostředek, který umožňuje softwarovým agentům vzájemně využívat své služby bez nutnosti průběžných zásahů uživatele.

## Protokoly
K protokolům pro zjišťování služeb se řadí:
- Bluetooth Service discovery protocol (SDP)
- Bonjour, například, Apple AirPrint
- DNS Service Discovery (DNS-SD), komponenta Zero-configuration networking
- DNS (jak je používané například v Kubernetes)
- Dynamic Host Configuration Protocol (DHCP) – jeho zařazení mezi protokoly pro zjišťování služeb je sporné
- Internet Storage Name Service (iSNS)
- Jini pro Java objekty
- Lightweight Service Discovery (LSD), pro mobilní ad hoc sítě [2]
- Link Layer Discovery Protocol (LLDP) standardizovaný protokol pro zjišťování služeb podobný proprietárním protokolům, kterými se navzájem vyhledávají služby vysíláním na proprietární všesměrové adresy (jiné než samé jedničky), jako Cabletron (Enterasys) a Cisco Discovery Protokol (oba se označují zkratkou CDP, ale liší se formátem zpráv)
- Local Peer Discovery nebo Local Service Discovery
- Multicast Source Discovery Protocol (MSDP), obvykle používaný pro unicastovou vyměnu informací o multicastových prostředcích mezi anycast Rendez-Vous Points (RPs) pro klienty služby mcast
- Service Advertising Protocol používaný v sítích Novell NetWare s protokolem IPX
- Session Announcement Protocol (SAP) používaný pro vyhledávání relací protokolu RTP
- Service Location Protocol (SLP)
- Simple Service Discovery Protocol (SSDP), komponenta Universal Plug and Play (UPnP)
- Universal Description Discovery and Integration (UDDI) pro webové služby
- Web Proxy Autodiscovery Protocol (WPAD)
- WS-Discovery (Web Services Dynamic Discovery)
- XMPP Service Discovery (XEP-0030)
- XRDS (eXtensible Resource Descriptor Sequence) používaný pro XRI, OpenID, OAuth, atd.